# Leonhard Lechner
Leon(h)ard Lechner (c. 1553, Tyrol - 1606, Stuttgart) foi um compositor alemão e editor de música, que trabalhou com Orlande de Lassus.

## Vida
O lugar exato onde Lechner nasceu é desconhecido. O cognome que ele ocasionalmente usava, "Athesinus", refere-se a origens no Adige Valley, onde atualmente se situa a província italiana de Bolzano-Bozen. Por volta do ano de 1570, atuou na capela musical de Monaco de Baviera como jovem cantor, onde provavelmente estudou com Orlande de Lassus, visto que sua obra apresenta claras referências à música italiana.
Em 1575, esteve em Nuremberg, na escola da igreja de São Lourenço, onde publicou sua primeira coletânea de composições "Motetos Sacros". Ali, casou-se com Dorothea Kast, a viúva do prefeito da cidade, Friedrich Kast.
Em 1584, esteve em Stuttgart, no posto de mestre-de-capela, próximo ao palácio de conde Frederico IV Hohenzollern. Por causa de uma discussão com seu protetor, pede licença e se transfere para Tubinga, sob a proteção do rei Ludovico di Würtenberg. Ali, assume um posto de tenor na capela do rei. Somente em 1589, após a morte do velho mestre-de-capela, assume o seu posto e em 1594 torna-se o compositor da corte. Nessa ocasião, já estava seriamente doente. Pouco antes de morrer, atinge uma relevante notoriedade. Foi sepultado com todas as honras na igreja da cidade de Stuttgart.

## Estilo
O grande mérito de Lechners, na música profana, foi o desenvolvimento do Lied alemão, ao contrário de Orlande de Lassus, que escreveu segundo o estilo italiano. O vértice de suas composições foi alcançado em Deutsche Sprüche von Leben und Tod (Provérbios Alemães de Vida e Morte).
Na música sacra evangélica, trabalhou , sobretudo, através do desenvolvimento da canção da igreja alemã, assim como através das paixões, que representaram o modelo de muitas composições utilizado por músicos que o sucederam.

## Obra
- Motectae sacrae, 1575
- Newe Teutsche Lieder zu drey Stimmen, 1576
- Der ander Theyl Newer Teutscher Lieder zu drey Stimmen, 1577
- Newe Teutsche Lieder mit Vier und Fünff Stimmen, 1577
- Sanctissimae virginis Mariae canticum, quod vulgo Magnificat inscribitur, secundum octo vulgares tonos, 1578
- Newe Teutsche Lieder, 1579
- Sacrarum cantionum, liber secundus, 1581
- Iohanni Neudorffero sponso... ac Iustinae Henzin sponsae.. psalmum hunc Davidicum (Beati quorum remissae sunt), 1581
- Newe Teutsche Lieder mit fünff und vier Stimmen, 1581
- Harmoniae miscellae Cantionum Sacrarum, 1583
- Liber Missarum Sex et Quinque Vocum, 1584
- Neue lustige Teutsche Lieder nach Art der Welschen Canzonen, 1586 (2.vermehrte Auflage 1588)
- Septem Psalmi poenitentiales, 1587
- Neue Geistliche und Weltliche Teutsche Lieder mit fünff und vier stimmen, 1589
- Epitaphia, 1593
- Deutsche Sprüche von Leben und Tod, pubblicata postuma nel1606